# Lyleton
Lyleton est un village du Manitoba située au sud-est de la province et enclavée dans la municipalité rurale d'Edward. Lyleton à une population d'environ une quarantaine de personnes et parmi les attraits du village figurent l'église centenaire et les grandes plantations d'arbres, plus de 2 millions plantés depuis 1937, agissant comme brise-vent lors des saisons sèches et venteuses ainsi que comme refuge pour la faune locale.